# Плейтас
Плейтас (ісп. Pleitas) — муніципалітет в Іспанії, у складі автономної спільноти Арагон, у провінції Сарагоса. Населення — 48 осіб (2010).
Муніципалітет розташований на відстані близько 250 км на північний схід від Мадрида, 27 км на захід від Сарагоси.

## Демографія
Динаміка населення (INE ):